# Ballon d’Or 1998

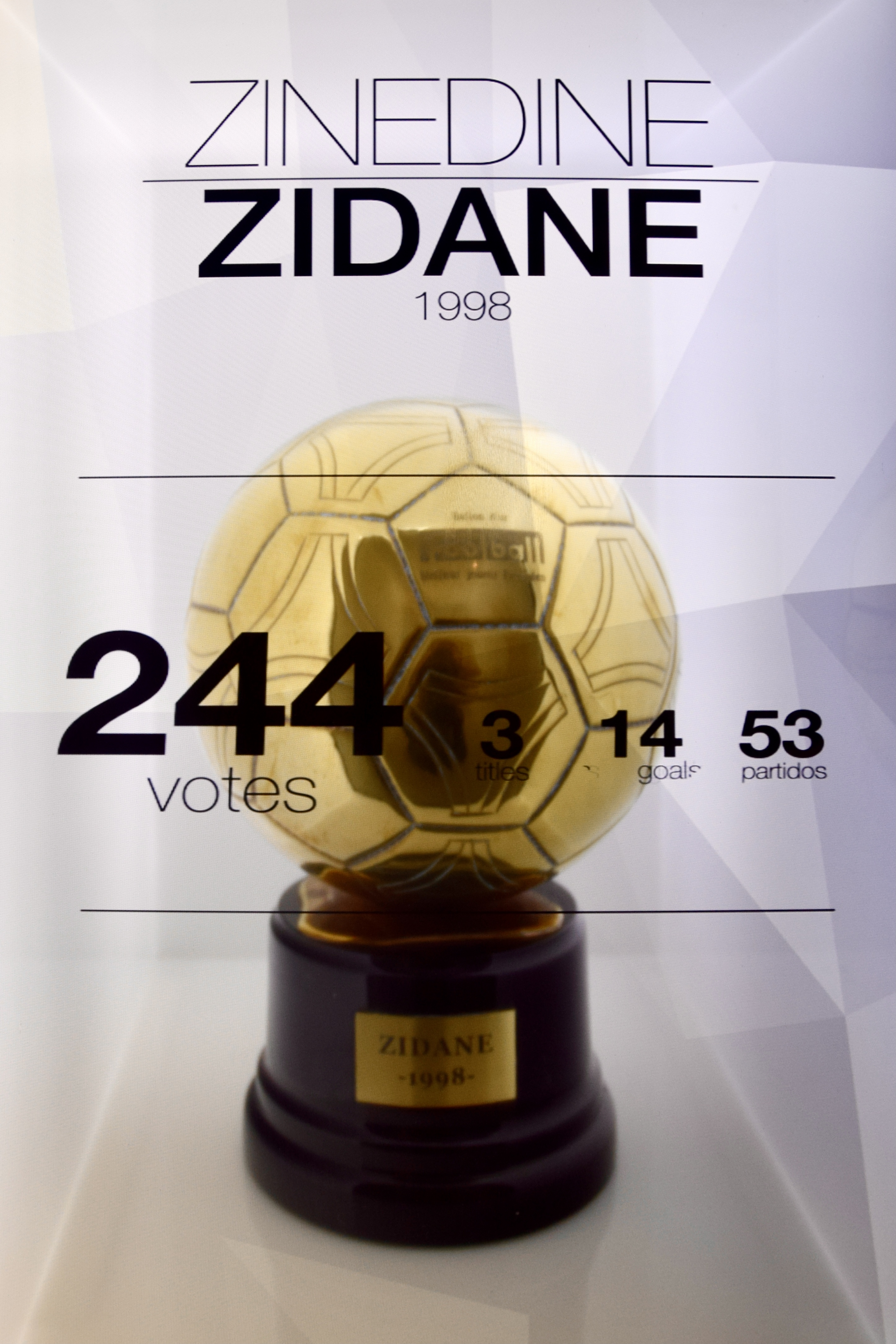
Ballon d’Or von Zinédine Zidane im Real-Madrid-Museum

Der 43. Ballon d’Or (französisch für Goldener Ball) der Zeitschrift France Football zeichnete am 22. Dezember 1998 Zinédine Zidane als „Europas Fußballer des Jahres“ aus. Der Mittelfeldspieler von Juventus Turin hatte mit der französischen Nationalmannschaft bei der Weltmeisterschaft 1998 den Titel geholt und beim 3:0-Finalsieg gegen Brasilien zwei Tore erzielt. Zidane war nach Raymond Kopa (1958), Michel Platini (1983, 1984, 1985) und Jean-Pierre Papin (1991) der vierte Franzose, der den Ballon d’Or gewann. Der Preis wurde von einer Jury mit Sportjournalisten aus den 51 Mitgliedsverbänden der UEFA verliehen.

## Ergebnis
01.  Zinédine Zidane  (Juventus Turin), 244 Punkte

02.  Davor Šuker (Real Madrid), 68 Punkte

03.  Ronaldo  (Inter Mailand), 66 Punkte

04.  Michael Owen (FC Liverpool), 51 Punkte

05.  Rivaldo (FC Barcelona), 45 Punkte

06.  Gabriel Batistuta (AC Florenz), 43 Punkte

07.  Lilian Thuram (AC Parma), 36 Punkte

08.  Edgar Davids (Juventus Turin), je 28 Punkte

000 Dennis Bergkamp (FC Arsenal)

10.  Marcel Desailly (AC Mailand/FC Chelsea), 19 Punkte

11.  Frank de Boer (Ajax Amsterdam), 17 Punkte

12.  Emmanuel Petit (FC Arsenal), 16 Punkte

13.  Roberto Carlos (Real Madrid ), 13 Punkte

14.  Laurent Blanc (Olympique Marseille), je 11 Punkte

000 Fabien Barthez (AS Monaco)

16.  Alessandro Del Piero (Juventus Turin), je 10 Punkte

000 Predrag Mijatović (Real Madrid)

18.  Didier Deschamps (Juventus Turin), je  9 Punkte

000 Oliver Bierhoff (Udinese Calcio/AC Mailand)

20.  Michael Laudrup (Ajax Amsterdam), 6 Punkte

21.  Ronald de Boer (Ajax Amsterdam), je 4 Punkte

000 Raúl (Real Madrid) 

23.  Brian Laudrup (Glasgow Rangers/FC Chelsea), je 3 Punkte

000 Clarence Seedorf (Real Madrid)

000 Marc Overmars (FC Arsenal)

26.  Christian Vieri (Atlético Madrid/Lazio Rom), je 2 Punkte

000 Fernando Hierro (Real Madrid)

28.  David Beckham (Manchester United), je 1 Punkt

000 Luis Enrique (FC Barcelona)

000 Bixente Lizarazu (FC Bayern München)

000 Nikolaos Machlas (Vitesse Arnheim)
Außerdem nominiert waren: Tony Adams, Roberto Baggio , Zvonimir Boban, Fabio Cannavaro, Denílson, Tore André Flo, Adrian Ilie, Filippo Inzaghi, Robert Jarni, Hidetoshi Nakata, Pavel Nedvěd, Sunday Oliseh, Ariel Ortega, Gianluca Pagliuca, Marcelo Salas, David Seaman, Andrij Schewtschenko, Juan Sebastián Verón und Iván Zamorano